# Marathon aux Jeux olympiques d'été de 1936
Pour un article plus général, voir Athlétisme aux Jeux olympiques d'été de 1936.
Navigation
Los Angeles 1932 Londres 1948
L'épreuve du marathon aux Jeux olympiques d'été de 1936 s'est déroulée le 9 août 1936 à Berlin, en Allemagne. Elle est remportée par le Japonais Son Kee-Chung.

## Résultats
| Rang               | Athlète                    | Pays            | Temps             | Notes |
| ------------------ | -------------------------- | --------------- | ----------------- | ----- |
| Médaille d'or      | Son Kee-Chung              | Japon           | 2 h 29 min 19 s 2 | OR    |
| Médaille d'argent  | Ernest Harper              | Grande-Bretagne | 2 h 31 min 23 s 2 |       |
| Médaille de bronze | Nam Sung-yong              | Japon           | 2 h 31 min 42 s 0 |       |
| 4                  | Erkki Tamila               | Finlande        | 2 h 32 min 45 s 0 |       |
| 5                  | Väinö Muinonen             | Finlande        | 2 h 33 min 46 s 0 |       |
| 6                  | Johannes Coleman           | Afrique du Sud  | 2 h 36 min 17 s 0 |       |
| 7                  | Donald Robertson           | Grande-Bretagne | 2 h 37 min 06 s 2 |       |
| 8                  | Jackie Gibson              | Afrique du Sud  | 2 h 38 min 04 s 0 |       |
| 9                  | Mauno Tarkiainen           | Finlande        | 2 h 39 min 33 s 0 |       |
| 10                 | Thore Enochsson            | Suède           | 2 h 43 min 12 s 0 |       |
| 11                 | Stylianos Kyriakides       | Grèce           | 2 h 43 min 20 s 0 |       |
| 12                 | Nouba Khaled               | France          | 2 h 45 min 34 s 0 |       |
| 13                 | Henry Palmé                | Suède           | 2 h 46 min 08 s 4 |       |
| 14                 | Franz Tuschek              | Autriche        | 2 h 46 min 29 s 0 |       |
| 15                 | Jimmy Bartlett             | Canada          | 2 h 48 min 21 s 4 |       |
| 16                 | Émile Duval                | France          | 2 h 48 min 39 s 8 |       |
| 17                 | Manuel Dias                | Portugal        | 2 h 49 min 00 s 0 |       |
| 18                 | Johnny Kelley              | États-Unis      | 2 h 49 min 32 s 4 |       |
| 19                 | Miloslav Luňák             | Tchécoslovaquie | 2 h 50 min 26 s 0 |       |
| 20                 | Felix Meskens              | Belgique        | 2 h 51 min 19 s 0 |       |
| 21                 | Ján Takáč                  | Tchécoslovaquie | 2 h 51 min 20 s 0 |       |
| 22                 | Rudolf Wöber               | Autriche        | 2 h 51 min 28 s 0 |       |
| 23                 | Ludovic Gal                | Roumanie        | 2 h 55 min 02 s 0 |       |
| 24                 | Robert Nevens              | Belgique        | 2 h 55 min 51 s 0 |       |
| 25                 | Anders Hartington Andersen | Danemark        | 2 h 56 min 31 s 0 |       |
| 26                 | Gabriel Mendoza            | Pérou           | 2 h 57 min 17 s 8 |       |
| 27                 | Tommy Lalande              | Afrique du Sud  | 2 h 57 min 20 s 0 |       |
| 28                 | Artūrs Motmillers          | Lettonie        | 2 h 58 min 02 s 0 |       |
| 29                 | Eduard Braesecke           | Allemagne       | 2 h 59 min 33 s 4 |       |
| 30                 | Percy Wyer                 | Canada          | 3 h 00 min 11 s 0 |       |
| 31                 | Fernand Le Heurteur        | France          | 3 h 01 min 11 s 0 |       |
| 32                 | Wilhelm Rothmayer          | Autriche        | 3 h 02 min 32 s 0 |       |
| 33                 | Bronisław Gancarz          | Pologne         | 3 h 03 min 11 s 0 |       |
| 34                 | Max Beer                   | Suisse          | 3 h 06 min 26 s 0 |       |
| 35                 | Guillermo Suárez           | Pérou           | 3 h 08 min 18 s 0 |       |
| 36                 | Boris Kharalampiev         | Bulgarie        | 3 h 08 min 53 s 8 |       |
| 37                 | Arul Swami                 | Inde            | 3 h 10 min 44 s 0 |       |
| 38                 | Josef Šulc                 | Tchécoslovaquie | 3 h 11 min 47 s 4 |       |
| 39                 | Franz Eha                  | Suisse          | 3 h 18 min 17 s 0 |       |
| 40                 | Wang Zhenglin              | Taïwan          | 3 h 25 min 36 s 4 |       |
| 41                 | Stane Šporn                | Yougoslavie     | 3 h 30 min 47 s 0 |       |
| 42                 | José Farías                | Pérou           | 3 h 33 min 24 s 0 |       |
|                    | Juan Acosta                | Chili           |                   | DNF   |
|                    | Franz Barsicke             | Allemagne       |                   | DNF   |
|                    | Tarzan Brown               | États-Unis      |                   | DNF   |
|                    | Giannino Bulzone           | Italie          |                   | DNF   |
|                    | Paul de Bruyn              | Allemagne       |                   | DNF   |
|                    | Kazimierz Fiałka           | Pologne         |                   | DNF   |
|                    | Aurelio Genghini           | Italie          |                   | DNF   |
|                    | Billy McMahon              | États-Unis      |                   | DNF   |
|                    | Jaime Mendes               | Portugal        |                   | DNF   |
|                    | Bert Norris                | Grande-Bretagne |                   | DNF   |
|                    | Luis Oliva                 | Argentine       |                   | DNF   |
|                    | Tamao Shiwaku              | Japon           |                   | DNF   |
|                    | Harold Webster             | Canada          |                   | DNF   |
|                    | Juan Carlos Zabala         | Argentine       |                   | DNF   |

## Légende
Records et Performances
- AR : Record continental (area record)
- CR : Record des championnats (championship record)
- MR : Record du meeting (meet record)
- NR : Record national (national record)
- OR : Record olympique (olympic record)
- PR : Record paralympique (paralympic record)
- PB : Record personnel (personal best)
- SB : Meilleure performance personnelle de la saison (season's best)
- WL : Meilleure performance mondiale de l'année (world leader)
- WJR : Record du monde junior (world junior record)
- WR : Record du monde (world record)

Circonstances et Conditions
- DNF : N'a pas terminé (did not finish)
- DNS : N'a pas pris le départ (did not start)
- DQ : Disqualification (disqualification)
- NM : Aucun essai valable enregistré (No Mark)
- Q : Qualifié « directement » au prochain tour (ou à la prochaine compétition), lors d'une compétition majeure, grâce au classement ou à la réalisation des minima (automatic qualifier)
- q : Qualifié au prochain tour (ou à la prochaine compétition), lors d'une compétition majeure, grâce au repêchage ou à la réalisation de l'une des meilleures performances parmi celles des « non qualifiés directement » (grâce au meilleur temps ou à la meilleure distance par exemple) (secondary qualifier)